# Vaclovas Biržiška

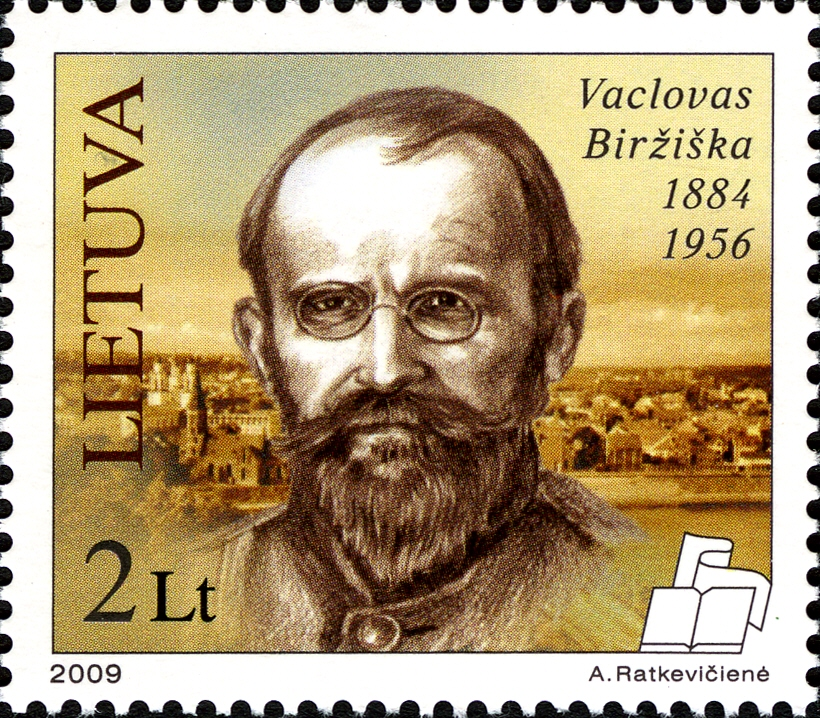
Vaclovas Biržiška auf einer litauischen Briefmarke (2009)

Vaclovas Biržiška (* 2. Dezember 1884 in Viekšniai bei Mažeikiai; † 3. Januar 1956 in Waterbury, Connecticut) war ein litauischer Jurist und Wissenschaftler, der insbesondere auf dem Gebiet des litauischen Schriftgutes arbeitete. Er war der Bruder von Mykolas Biržiška und Viktoras Biržiška.

## Leben
Vaclovas Biržiška lernte 1895 bis 1903 am Julius-Janonis-Gymnasium Šiauliai und studierte danach zunächst Mathematik und Naturwissenschaften an der Universität St. Petersburg, wechselte aber bald zu Jura, Geschichte und Ethnographie. 1909 beendete er das Studium als Jurist.
Bis zum Ersten Weltkrieg war Vaclovas Biržiška als Rechtsanwalt in Vilnius und Šiauliai tätig. Im Krieg diente er bis 1917 als Offizier in der zaristischen Armee. 1920 bis 1923 diente er in der litauischen Armee in verschiedenen Positionen. Wachsende akademische Aufgaben ließen ihn den Denst in der Armee als Oberstleutnant a. D. quittieren.
Ab 1920 unterrichtet er an den Vorgängereinrichtungen der heutigen Vytautas-Magnus-Universität Kaunas Recht, Geschichte und Bibliographie, ab 1924 als Professor und ab 1930 als Ordinarius. 1933 bis 1935 war er Dekan der Fakultät für Geisteswissenschaften. Von 1940 bis 1941 leitete er die Universitätsbibliothek Vilnius.
1944 floh Biržiška vor der anrückenden Roten Armee nach Westen. 1946 bis 1949 arbeitet er an der Baltischen Universität in Hamburg. In den USA arbeitete er als Rechtsbibliothekar. Er war von 1951 bis 1953 Berater an der Kongressbibliothek.